# Kapela Marije Snežne, Kredarica
Kapela Marije Snežne na Kredarici je podružnična kapela Župnije Dovje. Kapela je s 2511 metri nadmorske višine najvišje ležeče svetišče v Sloveniji. Nahaja se na Kredarici poleg Triglavskega doma (2515 m). Glavni shod je 5. avgusta na praznik Marije Snežne. Maše so od začetka julija do začetka septembra vsako nedeljo ob 18. uri.

## Aljaževa kapela
Prvo kapelo je leta 1896 zgradil Jakob Aljaž, župnik na Dovjem. O tem je zapisal: »Ustregel sem ne le duhovnom, ampak tudi mnogim turistom, da sem napravil na Kredarici zraven hiše tudi malo, lično kapelico ... priporočeni Lurški Materi božji.« Pozidal jo je mojster Pezzano, kamenje pa so prinesli iz doline. Kapela je imela prostora le za duhovnika in 5 ljudi. Blagoslovljena je bila 12. avgusta 1897. Leto prej, natančneje v začetku septembra 1896, je slovesnost odpadla, saj je zapadlo en meter snega. Pozimi leta 1953/1954 so neznanci kapelo minirali, vendar je nekaj let še stala, nakar se je podrla. Ohranili sta se dve plošči, prva z napisom Ave Maria, Gratiae Plena (Zdrava Marija, milosti polna), in druga, ki je bila razpočena pa potem ponovno sestavljena, z latinskim napisom Postavil Jakob Aljaž s pomočjo dobrotnikov. Zidal moj. Pezzano 10. 9. 1896. Želja po novi kapeli je bila vselej potem prisotna, dokler ni prišlo do uresničitve.

## Nova kapela
Leta 1983 je na Dovje prišel duhovnik France Urbanija. Ob vzponu na Triglav je javno izrazil željo po postavitvi nove kapele. Podobno je ob 90-letnici blagoslovitve prve kapele 12. avgusta 1987 storil ljubljanski nadškof Alojzij Šuštar. Sledilo je soglasje tedanje slovenske skupščine za pozidavo nove kapele. Načrte za novo kapelo je izdelal Jože Marinko in 1992 je bila kapela res pozidana. Pri gradnji in opremljanju je sodelovalo veliko prostovoljcev in dobrotnikov. 19. avgusta istega leta jo je blagoslovil Alojzij Šuštar. Ob tej priložnosti se je na Kredarici zbralo 5000 ljudi, od tega 80 duhovnikov. Najdragocenejši inventar kapele je baročna slika Fortunata Berganta z motivom Device Marije. Oltar je okrašen s slikami Lojzeta Čemažarja. Kapela ima tudi tri bronaste zvonove.

## Spominska plošča Alojziju Stepincu
5. avgusta 2006, na praznik Marije Snežne in ob 70-letnici vzpona na Triglav, so v kapeli odkrili in blagoslovili spominsko ploščo blaženemu Alojziju Stepincu, kardinalu in zagrebškemu nadškofu, ki se je kot prvi in do tedaj edini visoki cerkveni dostojanstvenik povzpel na Triglav. Glede obeležja je bilo v slovenskih medijih moč zaslediti burne polemike. Slišati je bilo namreč nasprotovanja, med drugim opozicijskih strank, katere so kazale na Stepinčevo oporečnost. Škof Anton Stres, predsednik Slovenske škofovske komisije Pravičnost in mir, je ob tem dejal, da to dejanje moti najbolj tiste, ki zagovarjajo ločenost Cerkve od države, hkrati pa se vtikajo v notranje Cerkvene odločitve. Poudaril je tudi, da je Stepinac za slovenski narod velik dobrotnik, saj se je zavzel za slovenske duhovnike, ki so bili leta 1941 pregnani na Hrvaško. Slovesne maše se je udeležilo okrog 150 vernikov iz Slovenije in Hrvaške.
Alojzij Stepinac se je 3. avgusta 1936 skupaj z ljubljanskim nadškofom Gregorijem Rožmanom ter profesorjem teološke fakultete Ignacijem Lenčkom odpravil na Triglav. Zaradi "silnega viharja", kakor v kroniki poroča dovški župnik Franc Pečarič, se je Rožman odločil, da bo ostal na Kredarici, Stepinac in Lenček pa sta se vseeno odpravila na vrh. Naslednji dan je Stepinac na Kredarici daroval tudi mašo.